# Occupation israélienne du Sud-Liban

Carte israélienne de 1988 de la ceinture occupée au Sud-Liban.

L'occupation israélienne du Sud-Liban a duré 22 ans, entre  1978 et 2000, dans le cadre du conflit du Sud-Liban. En 1978 Israël envahit le Liban une première fois, jusqu'au fleuve Litani et occupe alors une zone dans le sud du Liban. En 1982, Israël envahit le Liban une deuxième fois et élargit alors sa zone d'occupation. En  1982, après être arrivées jusqu'à la capitale Beyrouth, Israël s'est ensuite retiré de la majeure partie du territoire occupé entre 1983 et 1985, mais a conservé le contrôle des zones le long de la frontière israélo-libanaise qui comprendraient plus tard la « zone de sécurité » israélienne ; le contrôle s'effectue en coordination avec l'État séparatiste du Liban libre, qui s'est effondré en 1984. À partir de 1985, Israël a soutenu l'Armée du Sud-Liban (ALS) composée de supplétifs de l'Etat hébreu, contre le Hezbollah, d'autres militants musulmans ainsi que des combattants communistes, dans la majeure partie du Sud-Liban. L'objectif déclaré d'Israël pour la zone de sécurité était de créer une zone tampon séparant les civils israéliens des villes frontalières du nord et les miliciens basés au Liban. En 1993, on estimait qu'il y avait 1 000 à 2 000 soldats israéliens et 2 300 soldats de l'ALS actifs dans la région.
Après la fin de l'opération Litani d'Israël en 1978, les régions du Sud-Liban qui comprendront plus tard la zone de sécurité d'Israël ont également accueilli des soldats de la paix des Nations unies de la Force intérimaire des Nations unies au Liban (FINUL). Alors que Tsahal supervisait la région, l'ALS gérait la plupart des affaires du territoire occupé, dont le fonctionnement du centre de détention de Khiam (en).
La bande de territoire occupée était large de dix kilomètres à l'exception d'un saillant qui atteignait au nord Jezzine et le fleuve Litani et mettait Tyr et Sidon ainsi que la vallée de la Bekaa à portée d'artillerie. La superficie totale couverte était de 900 kilomètres carrés et comprenait environ 10 % de la superficie totale du Liban. Ce territoire occupé abritait environ 180 000 personnes (6 % de la population totale du Liban) vivant dans une centaine de villages et petites villes.

## Contexte

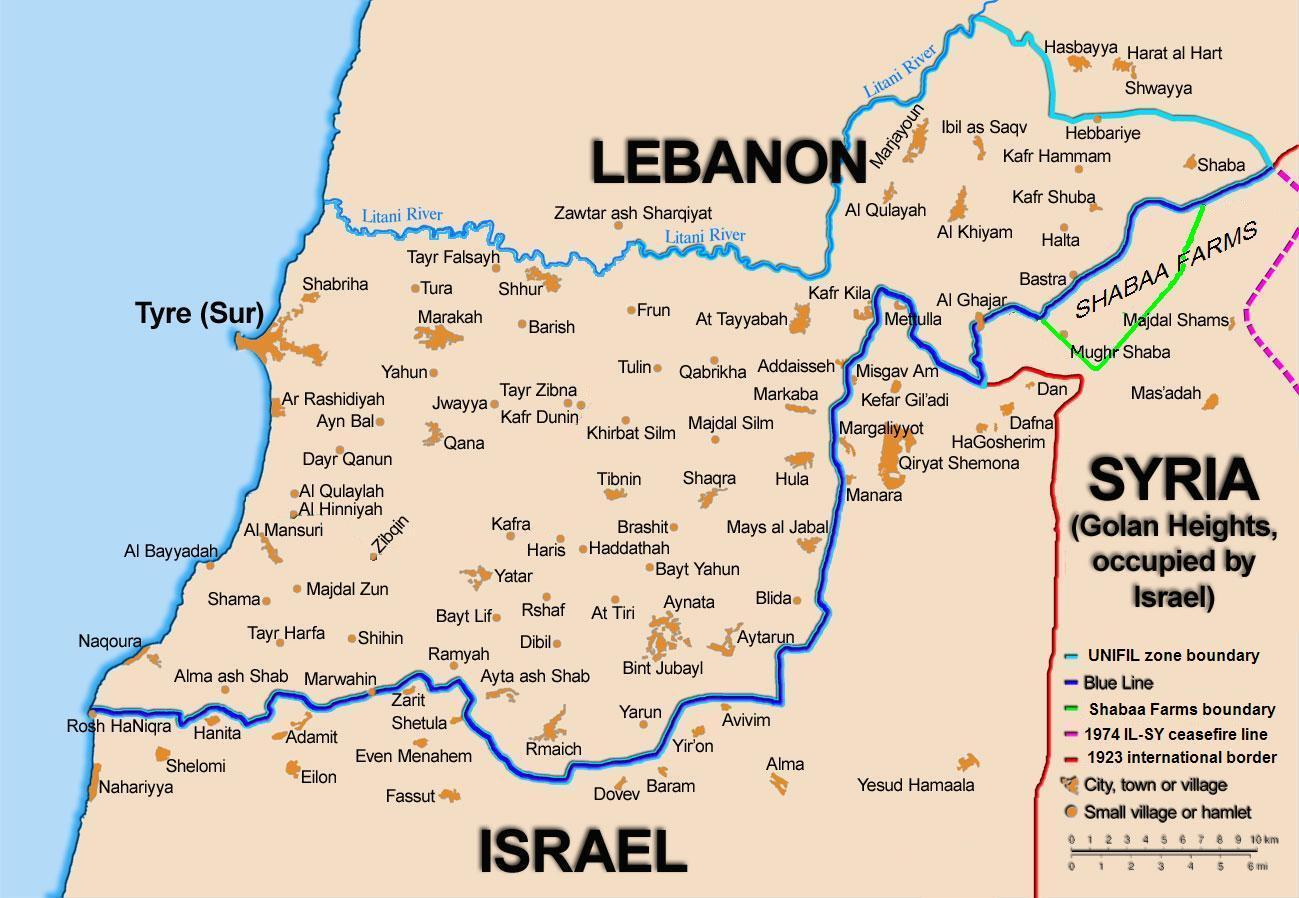
Carte du Sud-Liban, avec la ligne bleue, la zone de la FINUL et le fleuve Litani (2006).

### Insurrection palestinienne et guerre civile libanaise
Bien que la bande occupée ait été officiellement formée par Israël en 1985, à la suite de l'effondrement de l'État du Liban libre et du désengagement d'Israël de la majeure partie du Liban, elle trouve ses racines dans le suivi et les premières étapes de la guerre civile libanaise. En 1968, les militants palestiniens dirigés par l'Organisation de libération de la Palestine (OLP) contrôlaient à grande échelle le Sud-Liban, d'où ils ont lancé une insurrection contre Israël et les chrétiens libanais. En 1975, la présence de l'OLP était devenue une grave nuisance pour les chrétiens et les résidents locaux, et les milices chrétiennes ont commencé à engager de plus en plus des militants palestiniens dans un conflit ouvert. À partir de la mi-1976, Israël a commencé à aider les résidents et les milices chrétiennes du Liban à travers la « bonne frontière » le long de la frontière israélo-libanaise.

### Invasion israélienne du Liban de 1978
À la suite du massacre de la route côtière par des militants palestiniens à Tel-Aviv, Israël a envahi le Liban pour déplacer l'OLP le long de sa frontière, déclenchant le conflit du Sud-Liban en 1978. Après une semaine de combats, l'OLP s'est retirée du Sud-Liban et Israël a accru son soutien à l'Armée chrétienne du Sud-Liban (ALS). En 1979, Saad Haddad, le fondateur de l'ALS, proclame la création de l'État du Liban libre avec le soutien israélien. Après le retrait d'Israël à la fin de l'opération, la Force intérimaire des Nations unies au Liban (FINUL) a été déployée le long de la frontière israélo-libanaise.

### Invasion israélienne du Liban de 1982
À la suite de l'augmentation des attaques dans le nord d'Israël et à la tentative d'assassinat du diplomate israélien Shlomo Argov, Israël a envahi le Liban pour déplacer l'OLP le long de sa frontière, déclenchant la guerre du Liban de 1982. En 1985, Israël s'était retiré sur un front désigné comme « zone de sécurité » dans le Sud-Liban, où il a conservé ses forces pour combattre aux côtés de l'ALS contre le Hezbollah et d'autres groupes militants musulmans, ce qui a marqué le début du conflit du Sud-Liban de 1985 à 2000.

## Déroulement

### Conflit du Sud-Liban (1985-2000)
Lors de l'évacuation de la première guerre du Liban, le commandement de l'ALS a été remis entre les mains d'Antoine Lahd, qui a demandé et obtenu l'autorisation israélienne de tenir la zone de Jezzine au nord de la bande. Dans les premières années après le retrait de Tsahal du nord du Liban, la bande était relativement calme. Au fil des années, les groupes militants libanais, dirigés par le Hezbollah chiite, se sont multipliés côté israélien dans la zone de sécurité. Conduire sur les routes été devenu dangereux et les forces de Tsahal sont restées dans les camps militaires plutôt que sur les routes. Le Hezbollah a déployé de nombreux efforts pour attaquer les camps militaires de Tsahal.
Le 27 juillet 1989, le chef du Hezbollah au Sud-Liban, le cheikh Abdel Karim Obeid et deux de ses assistants ont été enlevés à son domicile de Jebchit par des commandos de Tsahal. Le raid nocturne a été planifié par le ministre de la Défense de l'époque, Yitzhak Rabin. Le Hezbollah a répondu en annonçant l'exécution du colonel Higgins (en), un officier supérieur américain travaillant avec la FINUL qui avait été enlevé en février 1988.
Le 16 février 1992, le chef du Hezbollah de l'époque, Abbas Moussaoui, a été assassiné par des missiles d'hélicoptère de Tsahal. Tsahal a supposé que les dirigeants du Hezbollah réduiraient leurs activités par crainte pour leur vie et celle de leurs familles. Le Hezbollah était dirigé par Cheikh Nasrallah.
En juillet 1993, Tsahal a lancé l'opération Justice rendue qui a provoqué des destructions généralisées dans tout le Sud-Liban, mais n'a pas réussi à mettre fin aux activités du Hezbollah.
Le 11 avril 1996, l'armée, la marine et l'aviation israéliennes ont lancé pendant dix-sept jours un bombardement du Sud-Liban, l'opération Raisins de la colère, au cours de laquelle 154 civils libanais ont été tués.
À l'époque, les soldats israéliens servant au Sud-Liban ne recevaient pas de ruban pour le service militaire en temps de guerre, car Israël considérait le maintien de la zone de sécurité comme un conflit de faible intensité plutôt qu'une guerre. Au début de 2000, le chef d'état-major Shaul Mofaz a déclaré que 1999 était « l'année la plus réussie de Tsahal au Liban », avec 11 soldats tués par des ennemis dans le Sud-Liban, le taux de pertes le plus bas de tout le conflit. Un nombre total de 256 soldats israéliens sont morts au combat au Sud-Liban de 1985 à 2000. En 2020, Israël a reconnu le conflit comme une guerre et l'a rétrospectivement surnommé la « campagne de la zone de sécurité au Liban ».
Le Front de la résistance mené par le Hezbollah est devenu, au Liban, le symbole de la lutte contre l'occupation israélienne. Il bénéficie d'un soutien quasi unanime de la population, qu'elle soit chiite, sunnite ou chrétienne. Il a intégré dans ses rangs des combattants d'autres mouvances que celle du parti islamiste chiite.

### Retrait israélien de 2000
Avant les élections israéliennes de mai 1999, le premier ministre d'Israël, Ehud Barak, a promis que d'ici un an, toutes les forces israéliennes se retireraient du Sud-Liban, abandonnant ainsi le soutien à l'armée du Sud-Liban. Lorsque les efforts de négociation entre Israël et la Syrie, dont le but était de parvenir à un accord de paix entre Israël et le Liban également, ont échoué en raison du contrôle syrien du Liban (jusqu'en 2005), Barak a conduit à la décision de retrait de Tsahal au profit de la frontière israélienne. Avec la pression croissante sur l'armée du Sud-Liban et l'administration de la ceinture de sécurité du Sud-Liban (en), le système a commencé à s'effondrer, de nombreux membres de l'armée et de l'administration demandant l'asile politique en Israël et dans d'autres pays. Avec les attaques croissantes du Hezbollah, les rangs de l'armée du Sud-Liban se sont détériorés, avec une conscription réduite et des taux élevés de désertion aux rangs inférieurs. En avril 2000, alors qu'il était clair que le retrait israélien était sur le point de se produire dans quelques semaines ou mois, certains responsables de l'ALS ont commencé à déplacer leurs familles vers le nord d'Israël.
Le retrait complet israélien vers la frontière internationalement reconnue a eu lieu le 24 mai 2000. L'armée du Sud-Liban s'est rapidement effondrée, la plupart des officiers et des responsables de l'administration fuyant vers Israël avec leurs familles, alors que le Hezbollah augmentait la pression sur les unités restantes. Quand Israël a autorisé l'afflux de réfugiés, quelque 7 000 réfugiés, dont des soldats de l'armée du Sud-Liban, des responsables de la zone de sécurité et leurs familles sont arrivés en Galilée.
Après la libération du sud du Liban, Hassan Nasrallah fit savoir qu'il n'y aurait pas de représailles contre les chrétiens qui avaient collaboré avec l'occupant israélien. Les coupables furent conduits à la frontière et remis aux autorités israéliennes. Les collaborateurs chiites, en revanche, n'échappèrent pas à des actes de vengeance.

## Administration provisoire de la ceinture de sécurité
L'administration de la ceinture de sécurité du Sud-Liban était un organe de gouvernance provisoire libanais chrétien qui exerçait son autorité sur 850 kilomètres carrés de la zone de sécurité occupée par Israël. Il a remplacé les institutions de l'État du Liban libre et a fonctionné de 1985 à 2000 avec un soutien logistique et militaire israélien complet. Au cours de ses années de fonctionnement, l'administration était dirigée par Antoine Lahd, un officier militaire chrétien maronite.

### Milices actives
L'Armée du Liban Sud (ALS) était une milice chrétienne libanaise qui était active pendant la guerre civile libanaise et ses conséquences jusqu'à sa dissolution en 2000. Elle s'appelait à l'origine l'Armée du Liban libre, qui s'est séparée de la faction dissidente chrétienne de l'armée libanaise qui était connue sous le nom d'Armée du Liban libre (en). Après 1979, l'ALS opérait dans le Sud-Liban sous l'autorité de Saad Haddad. Il a été soutenu par Israël et est devenu son principal allié contre le Hezbollah lors du conflit du Sud-Liban de 1985 à 2000. Au moment de l'opération israélienne Justice rendue, le Hezbollah a affirmé avoir 3 000 combattants, mais d'autres rapports ont estimé que le nombre était probablement de 600 à 700. D'autres groupes qui se sont battus contre Israël et l'ALS étaient le FPLP-GC, une organisation palestinienne basée en Syrie, et la Garde populaire du Parti communiste libanais.

## Économie
Le lancement de la bonne frontière par Israël en 1976 a coïncidé avec le début de la guerre civile libanaise en 1975 et le soutien israélien aux milices chrétiennes contre l'Organisation de libération de la Palestine. À partir de 1977, Israël a permis aux maronites et à leurs alliés de trouver un emploi en Israël et a fourni une assistance pour l'exportation de marchandises via la ville portuaire israélienne de Haïfa. Le principal point de passage frontalier par lequel les marchandises et les travailleurs traversaient était la porte de Fatima près de Metoula. Cela a fourni une stabilité économique essentielle à l'administration de l'État du Liban libre et à l'Administration de la ceinture de sécurité du Sud-Liban.
Israël a déclaré qu'avant 2000, environ un tiers des patients du service d'ophtalmologie de l'hôpital de Galilée occidentale (en) étaient des citoyens libanais qui traversaient la frontière par la bonne frontière et recevaient un traitement gratuit. La bonne frontière a cessé d'exister avec le retrait d'Israël du Sud-Liban en 2000 et la désintégration de l'administration de la ceinture de sécurité du Sud-Liban.

## Démographie
Selon les estimations de 1993, la zone de sécurité comptait 180 000 habitants, dont 50 % étaient des musulmans chiites, 10 % étaient des maronites ou des chrétiens orthodoxes grecs, 10 % étaient des musulmans sunnites et 10 % étaient des druzes (dont la plupart vivaient dans la ville de Hasbaya). Dans la zone centrale de la zone de sécurité se trouvait la ville maronite de Marjayoun, qui servait de capitale de la ceinture occupée par Israël. Certains résidents restés dans la zone de sécurité avaient des contacts en Israël, dont beaucoup y travaillaient et recevaient divers services[réf. nécessaire].
En 22 ans, Israël a fait passer le nombre d’habitants de la zone occupée de 200 000 à 60 000.

## Exactions
Les forces d'occupation israéliennes ont été accusées d'exactions presque quotidiennes contre la population libanaise - bombardements d'artillerie ou par hélicoptères touchant parfois des écoles ou des hôpitaux, enlèvements et meurtres de dirigeants et de militants libanais, destructions délibérées de maisons en représailles à des attaques du Front de la résistance, destruction de centrales électriques en 1999. Le massacre de Cana en avril 1996 fait plus d'une centaine de morts parmi les réfugiés qui avaient fui les bombardements en se réfugiant dans un camp de l'ONU.
Des milliers de Libanais et de Palestiniens détenus dans la prison de Khiam ont été soumis à la faim, la privation de soins médicaux, la détention illimitée sans procès selon un rapport déclassifié du Shin Beth. Une prisonnière a aussi été électrocutée.